# Dulfi Al-Jabouri
Dulfi Al-Jabouri (født 31. december 1990 i Bagdad i Irak) er en dansk skuespiller, kendt for forskellige film som R (2010), Nordvest (2013), Krigen (2015), Underverden (2017) og Shorta (2020). Han medvirkede også i tv-serien Broen og tredje sæson af Bedrag.
I 2023 deltog Al-Jabouri i sæson 20 af Vild med dans.
Han dansede med den professionelle danser Malene Østergaard.

## Filmografi
- Alting bliver godt igen (2010)
- R (2010)
- Nordvest (2013)
- Krigen (2015)
- Underverden (2017)
- Valhalla (2019)
- Shorta (2020)